# Абдулівка (Базарно-Карабулацький район)
Абдулівка (рос. Абдуловка) — присілок у Базарно-Карабулацькому районі Саратовської області Російської Федерації.
Населення становить 203 особи. Належить до муніципального утворення Яковлевське муніципальне утворення.

## Історія
Населений пункт розташований у межах українського історичного та культурного регіону Жовтий Клин.
Від 23 липня 1928 року в складі Базарно-Карабулацького району Вольського округу Нижньо-Волзького краю. До цього належав до Саратовського повіту Саратовської губернії.
З 1934 року підпорядковується Саратовському краю, з 1936 року — в складі Саратовської області.
Згідно із законом N 111-ЗСО від 29 грудня 2004 року органом місцевого самоврядування є Яковлевське муніципальне утворення.

## Населення
| 2010 |
| ---- |
| 203  |